# Smiley (série de televisão)
Smiley é uma série de televisão de comédia romântica espanhola baseada na peça de mesmo nome de Guillem Clua. A série é protagonizada por Carlos Cuevas e Miki Esparbé. Os episódios foram dirigidos por David Martín Porras e Marta Pahissa.

## Enredo
Alex acaba de superar uma decepção amorosa e Bruno nunca pensou que pudesse se sentir atraído por alguém como Alex. No entanto, um erro - Alex envia a ele uma mensagem de voz por engano - faz com que os dois se conheçam e comecem a construir um relacionamento.

## Elenco
- Carlos Cuevas como Àlex[1]
- Miki Esparbé como Bruno Merino
- Pepón Nieto como Javier/Keena Mandrah
- Meritxell Calvo como Verónica "Vero"
- Giannina Fruttero como Patri
- Eduardo Lloveras como Albert
- Ruth Llopis como Núria
- Cedrick Mugisha como Ibra Ndiongue[2]

## Lançamento
A série foi lançada na Netflix em 7 de dezembro de 2022.

## Recepção
No Rotten Tomatoes, a série detém um índice de 100% de aprovação com base em cinco avaliações.